# Literair agent
Een literair agent is een agent (vertegenwoordiger) van auteurs en hun werk in de zakelijke omgang met uitgeverijen, buitenlandse literaire agenten en theater- en filmproducenten.
Literair agenten vertegenwoordigen niet alleen literaire auteurs, maar ook schrijvers van non-fictie en niet-literaire fictie. Ze verdienen een vast percentage van de voor hun cliënt bemiddelde inkomsten.
Een van de eerste literair agenten in Nederland was Jacob van Lennep. Aan het einde van de negentiende eeuw trad hij op als vertegenwoordiger van de auteur Multatuli en bemiddelde voor hem contracten en nevenrechten. Na de Tweede Wereldoorlog verschenen er meerdere kleine agentschappen in Nederland. Zij fungeerden vooral als subagent in het verhandelen van vertaalrechten voor uitgeverijen in binnen- en buitenland.